# بخش‌های دپارتمان اوت-گرون
بخش‌های دپارتمان اوت-گرون (انگلیسی: Arrondissements of the Haute-Garonne department) شامل ۳ بخش به شرح زیر است:
1. بخش موره با ۱۲۶ کمون (فرانسه) و جمعیت ۲۱۲ هزار نفر در سال ۲۰۱۳ می‌باشد.
2. بخش سن-گودان با ۲۳۶ کمون (فرانسه) و جمعیت ۷۷ هزار نفر در سال ۲۰۱۳ می‌باشد.
3. بخش تولوز با ۲۲۶ کمون (فرانسه) و جمعیت ۱ میلیون نفر در سال ۲۰۱۳ می‌باشد.